# Gerhard Jacob
Gerhard Jacob (Hanôver, 5 de novembro de 1930 – Porto Alegre, 24 de outubro de 2018) foi um físico teórico, pesquisador e professor universitário brasileiro.
Comendador e grande oficial da Ordem Nacional do Mérito Científico, membro titular da Academia Brasileira de Ciências, Gerhard foi professor emérito da Universidade Federal do Rio Grande do Sul e também seu reitor entre 1988 e 1990.
Foi presidente do Conselho Nacional de Desenvolvimento Científico e Tecnológico (CNPq), entre 1990 e 1991, assessor da Prefeitura de Porto Alegre, na criação da instituição comunitária de crédito PORTOSOL, da qual foi presidente e presidente do Conselho Superior da Fundação de Amparo à Pesquisa do Estado do Rio Grande do Sul (FAPERGS).

## Biografia
Nascido em Hanôver, em 1930, Gerhard chegou ao Brasil na companhia dos pais e dor irmão mais novo em 1936. Alfabetizado em casa por sua mãe em alemão, a família fixou residência no município de Giruá, então distrito de Santo Ângelo (RS), onde seu pai era médico. Morando na zona rural, era comum Gerhard ver o pai sair a cavalo na madrugada para atender pacientes.
Em 1943 foi para Porto Alegre fazer os estudos secundários (ginasial e científico) no Instituto Porto Alegrense, mais conhecido como Colégio IPA, onde teve os primeiros incentivos para estudar física. Mas foi seu professor de química, Tuiskon Dick, que o orientou a seguir carreira acadêmica. Em 1950, foi aprovado nos vestibulares para os cursos de Física na Faculdade de Filosofia e de Arquitetura (em processo de fusão entre a Escola de Engenharia e o Instituto de Belas Artes) da Universidade Federal do Rio Grande do Sul. Como ele não podia fazer os dois cursos, Gerhard optou por física.
No ano seguinte, seria aprovado em Matemática da mesma Faculdade de Filosofia, onde era permitido ser aluno em mais de um curso. Concluiu o bacharelado em Física em 1952 e em 1953 concluiu a licenciatura em Física e o bacharelado em Matemática. No ano seguinte concluiu a licenciatura em Matemática.
Bacharel em física e perto de obter a licenciatura do mesmo curso, Gerhard foi contratado como Instrutor de Ensino Superior da cátedra de Física Teórica e Superior, cargo semelhante ao de auxiliar de ensino. Em janeiro de 1956, Gerhard é indicado pela Faculdade de Filosofia, juntamente com Darcy Dillenburg, para fazer um curso de férias em Energia Nuclear na Universidade de São Paulo (USP), durante os meses de janeiro e fevereiro. O objetivo do curso era selecionar integrantes para a equipe que iria instalar o primeiro reator nuclear no Brasil, na Cidade Universitária da USP.
Ainda que se considerasse inexperiente, Gerhard e seu colega Darcy foram selecionados para trabalhar no projeto do reator nuclear. Em julho de 1956, mudaram-se para São Paulo, com bolsa do CNPq, para iniciarem seus estudos avançados de Física. O que se viu depois, é que o aproveitamento nesses estudos ultrapassou todas as expectativas, mas não sem percalços, pois deram a Gerhard uma tarefa experimental, para a qual ele não tinha a menor aptidão.
Sob orientação de Marcello Damy, Gerhard e Ewa Wanda Cybulska ficaram encarregados da realização de medidas da distribuição de nêutrons de uma fonte de Ra-Be. Após três meses de trabalho eles conseguiram, com o apoio da oficina mecânica do Bétatron, montar o dispositivo para as medidas. Passaria mais uns dois meses medindo. Não suportou o choque epistemológico e encerrou ali sua carreira de físico experimental.

## Carreira
Foi por sugestão de Paulo Saraiva de Toledo, físico teórico que já orientava Darcy, que Gerhard pensou em fazer doutorado. Mas antes do doutorado, ele precisaria fazer um ano de especialização na área e foi onde ele aprendeu Mecânica Quântica, Física Nuclear, Mecânica Analítica, Eletromagnetismo e Termodinâmica. É deste período que resultaram seus dois primeiros trabalhos científicos, publicados nos Anais da Academia Brasileira de Ciências.
No final de 1957, enquanto Gerhard e Darcy discutiam seus possíveis programas de doutorado na USP, Ary Nunes Tietbohl, físico pioneiro, chegou a São Paulo a convite do então Diretor da Faculdade de Filosofia da URGS, Luiz Pilla. Assim, Gerhard e Darcy retornaram para o Rio Grande do Sul para assumirem as cátedras de Física Geral e Experimental e Física Teórica Superior, cujos titulares iriam se aposentar em breve.
Em janeiro de 1958, antes da volta a Porto Alegre, lhes foi dada uma oportunidade de aperfeiçoamento: um curso em tempo integral (janeiro e fevereiro) em Física no Instituto Tecnológico de Aeronáutica (ITA), em São José dos Campos. Um dos cursos foi Física Nuclear, ministrado por Marcos Moshinsky. Gerhard e Darcy se ofereceram para redigir as notas do curso.
Em março de 1958, Darcy assumiu interinamente a cátedra de Física Geral e Experimental da Faculdade de Filosofica da URGS e Gerhard assumiu como Instrutor de Ensino Superior responsável pela cátedra de Física Teórica e Física Superior. O ex-diretor da Faculdade de Filosofia, Bernardo Geisel, então membro do Conselho Deliberativo do CNPq, conseguiu uma bolsa para cada um deles, permitindo que se dedicassem às suas atividades em tempo integral.
Entre os dias 14 e 16 de dezembro de 1964, realizou-se o concurso para a Cátedra de Física Teórica e Física Superior, ao qual submeteu-se Gerhard Jacob. O tema da tese de cátedra, Espalhamento Quase Livre e Estrutura Nuclear, transformou-se na principal área de pesquisa em Física Teórica do IF-UFRGS até o final dos anos 1970.
Sua pesquisa em física nuclear teórica contou com estágios nas universidades do México e de Heidelberg. Na UFRGS, também foi pró-reitor de Pesquisa e Pós-Graduação e pró-reitor de Planejamento. Atuou como vice-reitor (1985 a 1988). Permaneceu no cargo de reitor entre 1º de setembro de 1988 e 26 de março de 1990.

## Morte
Gerhard morreu em 24 de outubro de 2018, aos 82 anos, em Porto Alegre, devido a problemas cardíacos e pulmonares. Ele foi velado e cremado no Crematório Metropolitano São José, na capital.